# NGC 4241
NGC 4241 est une galaxie spirale barrée relativement rapprochée et située dans la constellation de la Vierge. NGC 4241 a été découverte par l'astronome germano-britannique William Herschel en 1785. Cette galaxie a aussi été observée par l'astronome allemand Arnold Schwassmann le 30 octobre 1899 et elle a été inscrite à l'Index Catalogue sous la cote IC 3115.

## Caractéristiques
La classe de luminosité de NGC 4241 est III-IV et elle présente une large raie HI. Elle renferme également des régions d'hydrogène ionisé.

### Distance
Sa vitesse par rapport au fond diffus cosmologique est de 1 078 ± 24 km/s, ce qui correspond à une distance de Hubble de 15,9 ± 1,2 Mpc (∼51,9 millions d'al).
À ce jour, neuf mesures non basées sur le décalage vers le rouge (redshift) donnent une distance de 27,033 ± 26,325 Mpc (∼88,2 millions d'al), ce qui est à l'intérieur des valeurs de la distance de Hubble en raison de l'incohérence de l'une des mesures égales à 96,5 Mpc. Si on enlève cette mesure, on obtient une valeur de 18,350 ± 4,057 Mpc (∼59,9 millions d'al). Cependant que cette galaxie est relativement rapprochée du Groupe local et les mesures indépendantes sont souvent assez différentes des distances de Hubble pour les galaxies rapprochées en raison de leur mouvement propre dans le groupe où l'amas où elles sont situées. Notons que c'est avec les mesures des valeurs indépendantes, lorsqu'elles existent, que la base de données NASA/IPAC calcule le diamètre d'une galaxie et qu'ici c'est une erreur d'utiliser la valeur de 27,033 Mpc

### Brillance de surface
En raison d'une brillance de surface égale à 14,04 mag/am2, on peut qualifier NGC 4241 de galaxie à faible brillance de surface (LSB en anglais pour low surface brightness). Les galaxies LSB sont des galaxies diffuses (D) avec une brillance de surface inférieure de moins d'une magnitude à celle du ciel nocturne ambiant.

## Groupe de NGC 4261 et de M60
Selon un article publié en 1993 par A.M. Garcia, NGC 4241 fait partie d'un groupe de galaxies qui comprend 13 membres, le groupe de NGC 4261. Il y a cependant une erreur dans cette liste, car NGC 4241 est identifié à la galaxie PGC 39412 qui est en réalité la galaxie NGC 4223. En réalité, à une distance de 10,2 Mpc, NGC 4241 ne fait pas partie de ce groupe. Cependant, Garcia place la galaxie NGC 4241 dans le groupe de M49 en l'identifiant à IC 3115.
Chandreyee Sengupta et Ramesh Balasubramanyam mentionnent aussi l'existence de ce groupe dans un article publié en 2006, mais leur liste comporte 27 galaxies qui brillent dans le domaine des rayons X. Neuf des galaxies de la lise de Garcia se retrouvent dans la liste de Sengupta et Balasubramanyam. La galaxie NGC 4241 ne brille pas dans le domaine de rayons X et n'y figure donc pas.
D'autre part, NGC 4241 apparait aussi dans une liste de 227 galaxies d'un article publié par Abraham Mahtessian en 1998. Cette liste comporte plus de 200 galaxies du New General Catalogue et une quinzaine de galaxies de l'Index Catalogue. On retrouve dans cette liste 11 galaxies du Catalogue de Messier, soit M49, M58, M60, M61, M84, M85, M87, M88, M91, M99 et M100.
Toutes les galaxies de la liste de Mahtessian ne constituent pas réellement un groupe de galaxies. Ce sont plutôt plusieurs groupes de galaxies qui font tous partie d'un amas galactique, l'amas de la Vierge. Pour éviter la confusion avec l'amas de la Vierge, on peut donner le nom de groupe de M60 à cet ensemble de galaxies, car c'est l'une des plus brillantes de la liste. L'amas de la Vierge est en effet beaucoup plus vaste et compterait environ 1300 galaxies, et possiblement plus de 2000, situées au cœur du superamas de la Vierge, dont fait partie le Groupe local,.
De nombreuses galaxies de la liste de Mahtessian se retrouvent dans onze groupes décrits dans l'article d'A.M. Garcia, soit le groupe de NGC 4123 (7 galaxies), le groupe de NGC 4261 (13 galaxies), le groupe de NGC 4235 (29 galaxies), le groupe de M88 (13 galaxies, M88 = NGC 4501), le groupe de NGC 4461 (9 galaxies), le groupe de M61 (32 galaxies, M61 = NGC 4303), le groupe de NGC 4442 (13 galaxies), le groupe de M87 (96 galaxies, M87 = NGC 4486), le groupe de M49 (127 galaxies, M49 = NGC 4472), le groupe de NGC 4535 (14 galaxies) et le groupe de NGC 4753 (15 galaxies). Ces onze groupes font partie de l'amas de la Vierge et ils renferment 396 galaxies. Certaines galaxies de la liste de Mahtessian ne figurent cependant dans aucun des groupes de Garcia et vice versa.